# Revue internationale d'éducation de Sèvres
La Revue internationale d’éducation de Sèvres (RIES) est une revue scientifique spécialisée dans le champ de l'éducation et de la formation.
Revue de langue française, créée en 1994 par le Centre international d'études pédagogiques (CIEP), devenu France Éducation international, membre de la communauté d’universités et d’établissements Sorbonne Universités, elle s'adresse à un public de responsables et d'acteurs de l'éducation, ainsi que d'universitaires et de chercheurs en sciences humaines et sociales concernés par les questions d’éducation.

## Une approche comparatiste des grandes questions éducatives
La Revue internationale d’éducation de Sèvres est une revue francophone et internationale, qui propose une approche comparée des questions d’éducation. La majorité de ses auteurs sont étrangers et les articles s'inscrivent dans une perspective de recherche.
Les numéros sont organisés autour d'un dossier central, portant sur un thème qui fait l'objet de débats d’actualité dans de nombreux pays. Les autres rubriques proposent des informations et des ressources documentaires dans le champ des politiques éducatives ou des pratiques pédagogiques.
La revue propose un corpus unique sur les politiques éducatives dans le monde.

## Fonctionnement
La revue s'appuie sur un comité de rédaction et un conseil scientifique international, composés de chercheurs, d’universitaires, de praticiens et de responsables de systèmes éducatifs.
Elle est diffusée depuis 2002 dans sa version papier par les éditions Didier et, depuis 2012, les numéros sont accessibles en format numérique sur le portail OpenEdition Journals en accès libre immédiat.

## Référencement
La RIES figure sur la liste de revues de sciences de l'éducation francophones du CNU et de l'AERES. Elle est référencée dans l’European Reference Index for the Humanities (ERIH Plus).
Elle bénéficie du suivi du service Veille et Analyse de l'IFÉ et figure sur la liste des revues traitant de questions d'éducation. Elle est également référencée par la base Mir@bel et par JournalBase (CNRS).

## Colloques internationaux
La revue organise régulièrement des colloques internationaux qui donnent lieu à des numéros de revue, notamment « Conditions de réussite des réformes en éducation » (12-14 juin 2019), « L’éducation en Asie en 2014 : quels enjeux mondiaux ? » (12-14 juin 2014), « Un seul monde, une seule école » (12-14 mars 2009) et « Mieux comprendre l'école de demain. Dix années d'éducation dans le monde » (7-9 avril 2005).